# La capsa de música
La capsa de música (títol original en anglès Music Box) és una pel·lícula estatunidenca dirigida per Costa-Gavras, estrenada el 1989 i doblada al català.

## Argument
Ann Talbot, brillant advocada de Chicago, ha de defensar el seu pare, perseguit per crims de guerra. Michael Laszlo ha fugit d'Hongria al final de la Segona Guerra Mundial i s'ha refugiat als Estats Units. Després de quaranta-cinc anys de vida tranquil·la i honrada, és convocat pel despatx d'investigacions especials. Proves aclaparadores han estat reunides contra ell i nombrosos testimonis haurien reconegut en ell un botxí nazi. Per Ann, es tracta de desmuntar una trampa política, però la investigació que intenta es mostrarà més complexa del que havia previst.

## Repartiment
- Jessica Lange: Ann Talbot
- Armin Mueller-Stahl: Mike Laszlo
- Frederic Forrest: Jack Burke
- Donald Moffat: Harry Talbot
- Lukas Haas: Mikey Talbot

## Premi
- Os d'Or a la Berlinale el 1989.